# Рыжебрюхий дятел
Рыжебрюхий дятел (варианты: красношейный дятел, рыжегрудный дятел) (лат. Dendrocopos hyperythrus) — представитель фауны юго-восточной Азии из рода пёстрых дятлов, гнездование которого недавно обнаружено на территории России. 

## Описание
Клюв по сравнению с другими представителями рода пёстрых дятлов относительно длинный. По размерам несколько мельче большого пёстрого. Спина чёрная с белыми поперечными полосами, брюшная сторона — рыже-каштановая. Шапочка у самцов красная с блеском, у самок верх головы чёрный с белыми округлыми пятнышками. Лапы у самца свинцово-серые, радужина рубиново-красная.
Спинная сторона самки с буроватым оттенком. Бока шеи, горло и грудь несколько светлее, чем у самца. Подбородок и расплывчатая полоса по бокам горла светло-бурые; радужина тёмно-красная.
У птиц в гнездовом наряде верх головы бледнее, чем у взрослых. На лопатках и пояснице белого значительно меньше; бока головы и шеи, подбородок, горло и грудь бледные желтовато-коричневые с чёрными предвершинными или вершинными каймами. Нижние кроющие хвоста бледно-красные; нижние кроющие крыла с частыми чёрными полосками.
Годовалых птиц птиц в первом годовом наряде на спинной стороне белого меньше, чем у взрослых в гнездовом наряде; у них меньше пестрин на горле и груди. Надклювье у них тёмно-зелёное, а подклювье светлое, желтовато-зелёное, ноги зелёные, когти зеленовато-свинцовые. Радужина бурая.
Длина тела 200—250 мм, длина крыла у самцов и самок сходна,  125—136 мм и 125—135 мм, соответственно. Вес варьирует от 53 до 74 г.
По размерам сходен со средним пёстрым, большим острокрылым или трёхпалых дятлом, но рыже-каштановая окраска груди и брюшка надёжно отличает его от других дятлов в фауне России.

## Систематика

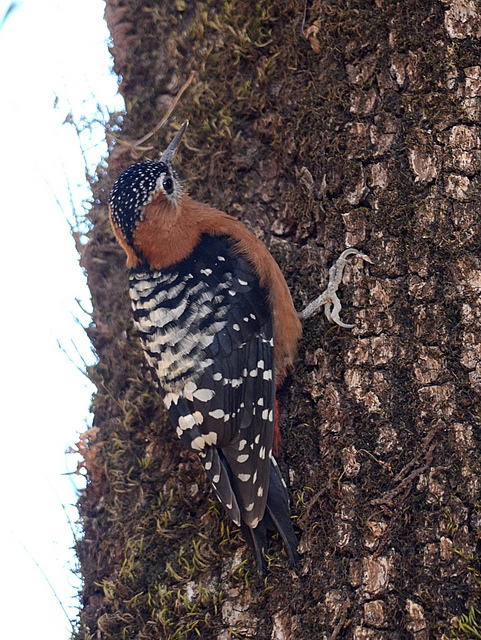
Самка D. hyperythrus, Пангот, Уттаракханд, 22.XII 2012.

Географическая изменчивость проявляется в варьировании оттенков и насыщенности окраски преимущественно нижней стороны тела и в общих размерах. 
Различают 4 подвида: 
- Dendrocopos hyperythrus marshalli — северо-восточный Пакистан и северная Индия[2].
- Dendrocopos hyperythrus hyperythrus — от Непала до Тибета, юго-запад Китая, северная Мьянма и север Таиланда[2].
- Dendrocopos hyperythrus subrufinus — северо-восточный Китай, юг Дальнего Востока России и Корея[2].
- Dendrocopos hyperythrus annamensis — южный Индокитай[2].

Таким образом, на Дальнем Востоке России обитает подвид D. h. subrufinus, который отличается от типичного восточно-гималайского подвида более крупными размерами и более тёмной ржавчато-коричневой окраской брюшка и груди.
Рыжебрюхого дятла иногда выделяют в подрод Hypopicus, некоторые систематики принимают это название в качестве родового.

## Распространение
Ареал простирается узкой полосой по лесной зоне Гималаев  от Кашмира к востоку до Ассама. Населяет леса провинции Сычуань в Китае, распространяясь к югу до западной Юньнани, южной Бирмы и северного Таиланда; Вьетнам; предположительно юго-восточный Тибет. Изолированный участок ареала охватывает северо-восточный Китай к югу до северной половины Корейского полуострова, провинции Хэбэй.

### В России
В России впервые обнаружен на гнездовье в 60 км к северо-востоку от Хабаровска. В Хабаровском крае в 1987 и 1990 годах одиночные самцы отмечены в Большехехцирском заповеднике примерно в 120 км от места находки в Хабаровском крае. 
В Приморском крае встречи зарегистрированы также в мае — июне в небольшом районе под Владивостоком — на островах Большой Пелис и Стенина, побережье залива Петра Великого у станции Рязановка и в низовьях р. Кедровой, где возможно его  гнездование; самка была встречена в мае на восточном берегу Ханки. Снова пара дятлов в этом регионе была встречена 23 мая 1990 года на о. Рикорда под Владивостоком.
Второе гнездовое дупло рыжебрюхого дятла было найдено в 1997 году на хребте Стрельникова в 20 км к западу от Лучегорска и в 250 км к югу от находок под Хабаровском.
Малозаметен из-за своей молчаливости и скрытности. Весьма вероятны новые находки в других районах Дальнего Востока. В частности, во второй декаде мая 2016 года рыжебрюхий дятел пойман и окольцован на станции кольцевания в Муравьёвском парке в Тамбовском районе Амурской области.

## Биотоп
В южной части ареала населяет горные леса на высотах от 1500 до 3000 метров над уровнем моря, поднимается до 4200.
Под Хабаровском гнездился во вторичных смешанных лесах. На хребте Стрельникова гнездовым биотопом являлся пологий южный склон с рединами старых усыхающих дубов с мелколесьем и кустарниками в нижнем ярусе.

## Поведение
С территории России сведений о линьке нет. В Китае смена гнездового наряда идет в сентябре.
В южной части ареала рыжебрюхий дятел оседлый вид, в северной — перелётный. Зимует от Янцзы к югу до северного Вьетнама и южной Юньнани. На миграциях встречается в центральных районах Корейского полуострова, северном и восточном Китае. Весной в Приморье появляется во второй половине мая, хотя одна птица была отмечена 2 мая 1983 года у Рязановки. Последняя встреча зарегистрирована 25 августа. 
У Хабаровска обнаружено 3 пары на 15 км2. Дупло на хр. Стрельникова располагалось в сухом дубе у основания обломанной ветви на высоте 15 м. Встреченный у него самец барабанил, но барабанная трель тихая. Характерен громкий резкий короткий крик, который очень своеобразен, и отдалённо напоминает "клёкот" хищной птицы.

## Питание
В России в желудках двух птиц из Приморья обнаружены только мелкие муравьи, а у одной — муравьи и мелкие пауки. Кормится на стволах живых деревьев, медленно двигаясь вверх, иногда подалбливая кору. 
В южной части ареала отмечено, что этот вид, как и некоторые другие дятлы, делает серии небольших отверстий в коре деревьев, которые дают ему возможность питаться соком во время сокодвижения весной.  Язык  рыжебрюхого дятла имеет кончик, напоминающий щётку, что является адаптацией для питания соком.